# Òxid de nitrogen
El terme òxid de nitrogen (NxOy) s'aplica a diversos compostos químics binaris gasosos formats per la combinació d'oxigen i nitrogen. El procés de formació més habitual d'aquests compostos inorgànics és la combustió a altes temperatures, procés en el qual habitualment l'aire és el comburent.
En alguns casos, s'empra aquest terme, òxids de nitrogen, per referir-se a la suma de les espècies químiques NO i NO₂, que tenen una sèrie de rols crucials en la química de l'atmosfera. Aquests dos òxids s'acostumen a anomenar en general NOx i s'agrupen generalment per conveniència, per la seva gran importància respecte a la resta d'òxids de nitrogen.
En funció de la valència atòmica que utilitzi el nitrogen, els òxids de nitrogen tenen diferents formulacions, i s'hi apliquen diferents nomenclatures:
| Fórmula | Nomenclatura sistemàtica | Nomenclatura de Stock | Nomenclatura tradicional          |
| ------- | ------------------------ | --------------------- | --------------------------------- |
| N₂O     | Monòxid de dinitrogen    | Òxid de nitrogen(I)   | Òxid nitrós (anhídrid hiponitrós) |
| NO      | Monòxid de nitrogen      | Òxid de nitrogen(II)  | Òxid nítric                       |
| N₂O₃    | Triòxid de dinitrogen    | Òxid de nitrogen(III) | Anhídrid nitrós                   |
| N₂O₄    | Tetraòxid de dinitrogen  | Òxid de nitrogen(IV)  | Tetròxid de nitrogen              |
| NO₂     | Diòxid de nitrogen       | Òxid de nitrogen(IV)  | Diòxid de nitrogen                |
| N₂O₅    | Pentaòxid de dinitrogen  | Òxid de nitrogen(V)   | Anhídrid nítric                   |

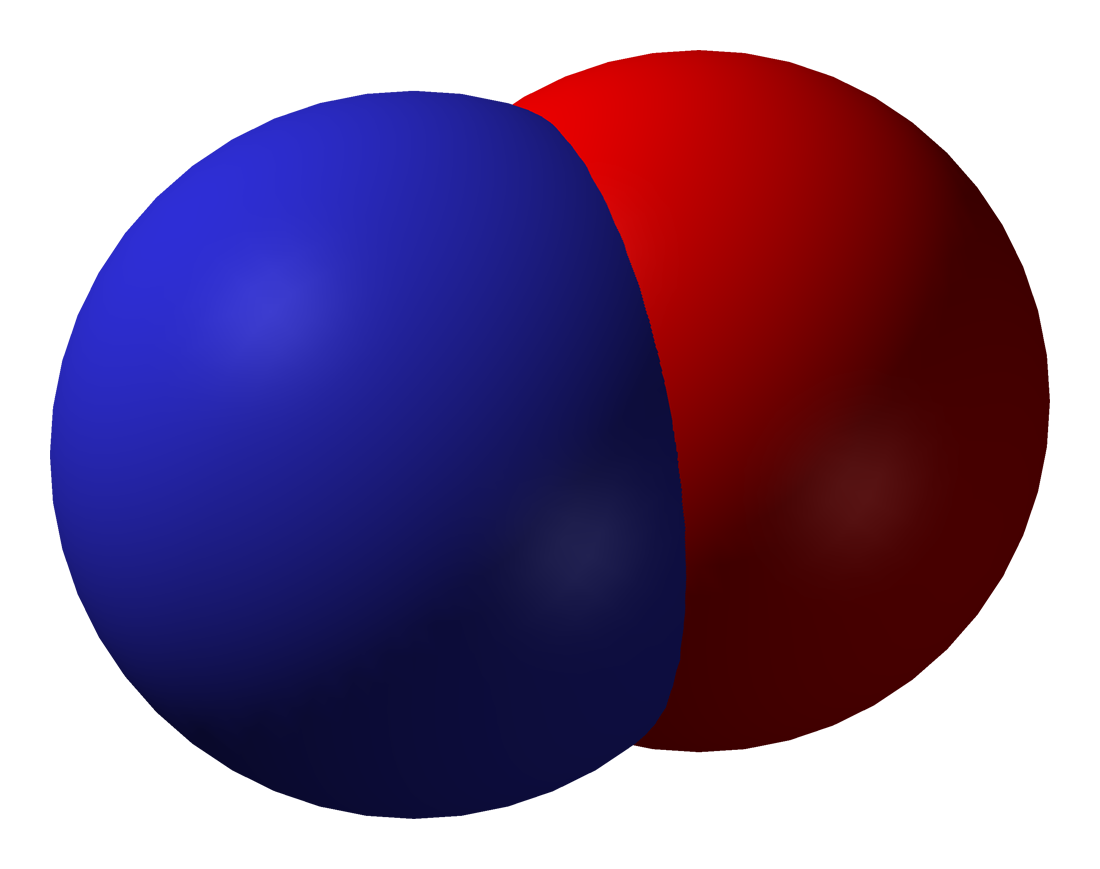
Monòxid de nitrogen, NO
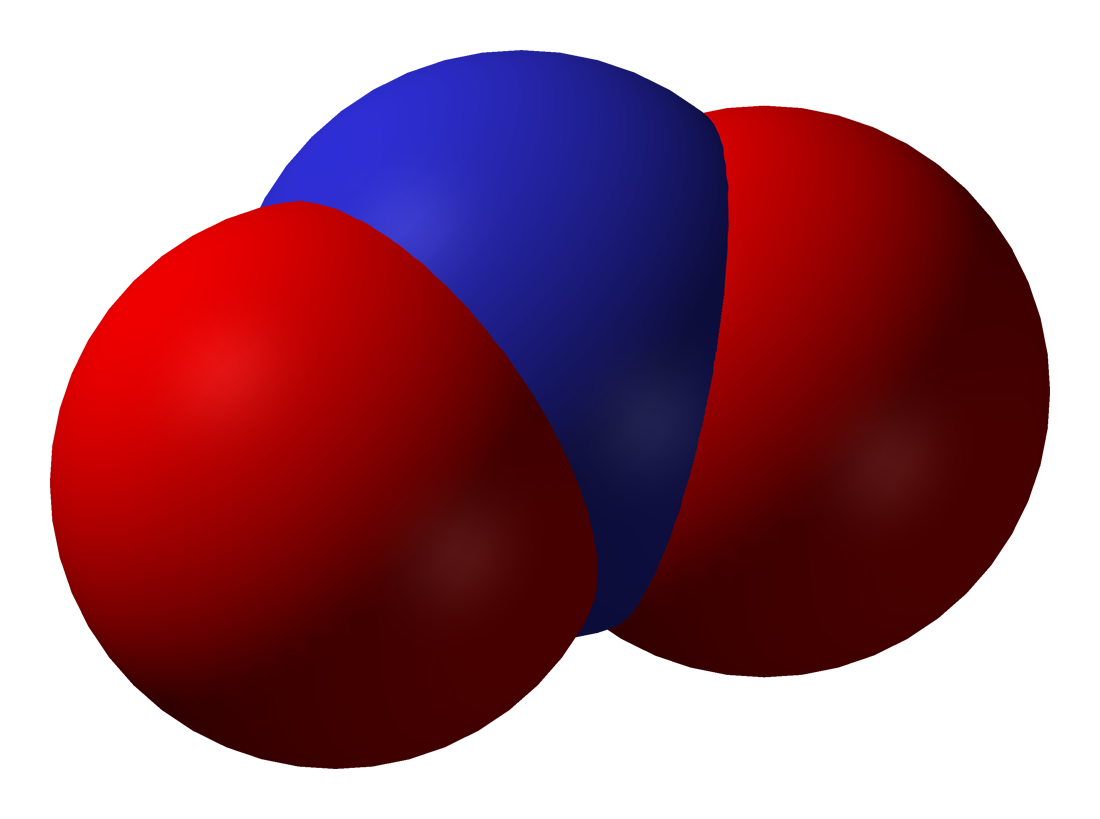
Diòxid de nitrogen, NO₂
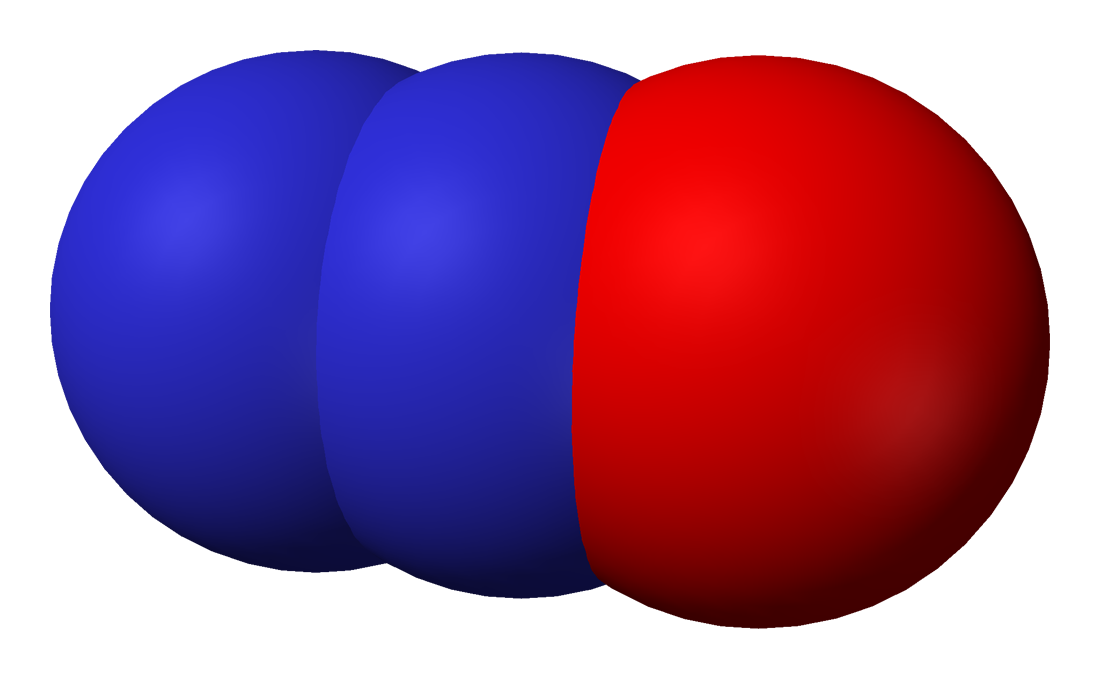
Òxid de dinitrogen, N₂O
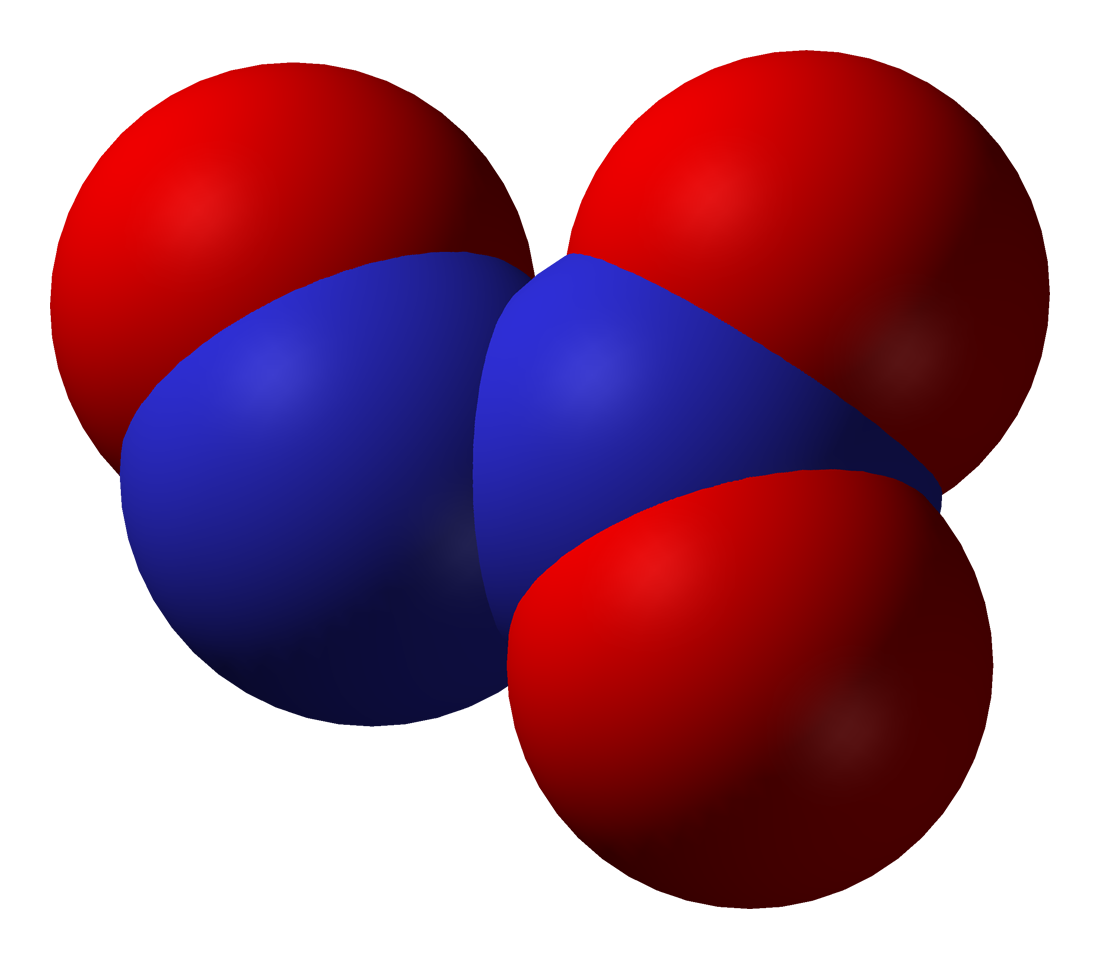
Triòxid de dinitrogen, N₂O₃
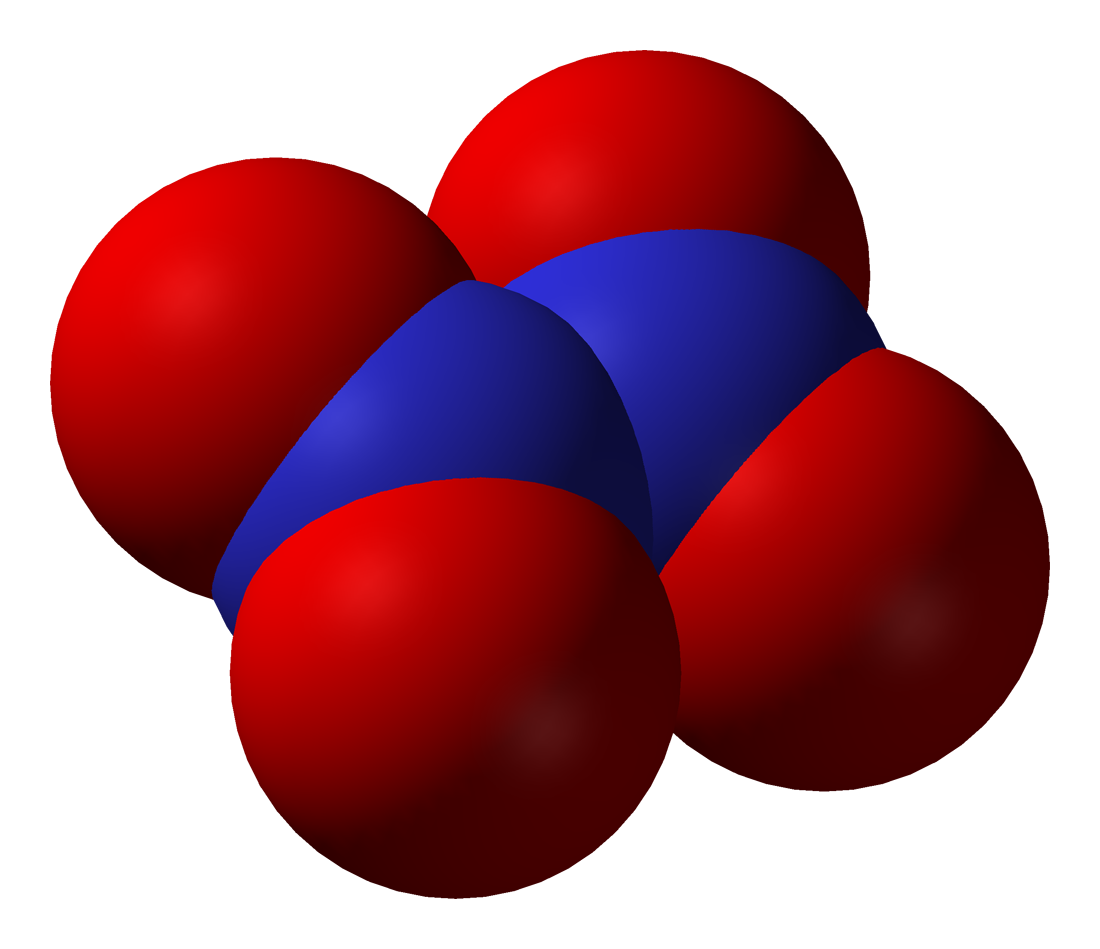
Tetraòxid de dinitrogen, N₂O₄
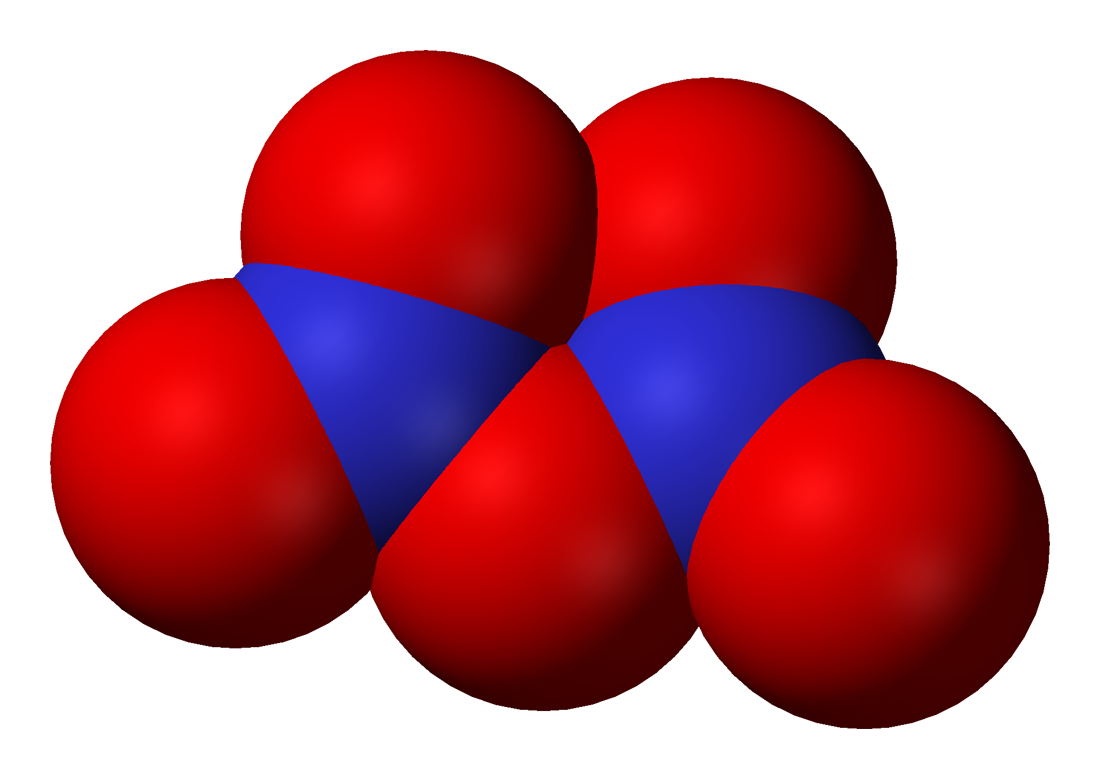
Pentaòxid de dinitrogen, N₂O₅

## Reactivitat
Només els tres primers dels compostos anteriors poden ser aïllats a temperatura ambient: N₂O, NO i l'NO₂.
Per contra, N₂O₃, N₂O₄, i N₂O₅ descomponen ràpidament a temperatura ambient.
L'N₂O és estable i bastant poc reactiu a temperatura ambient, mentre que l'NO i l'NO₂ són bastant reactius, tot i que poden arribar a ser bastant estables quan són aïllats. El monòxid de nitrogen té tendència a oxidar-se a diòxid de nitrogen.
Altres compostos també considerats òxids de nitrogen són NO₃, N₄O i N(NO₂)₃, però són poc estables i molt reactius.

## Procedència[1]
Els òxids de nitrogen són utilitzats en la producció d'àcid nítric, laques, tintures i d'altres productes químics, com combustibles per a coets, en la nitrificació de compostos químics orgànics i en la manufactura d'explosius. A diferència de la majoria d'espècies traça, que són emeses únicament a la superfície, existeixen punts de formació d'òxids de nitrogen tant a la superfície com a la troposfera lliure.
Fonts a la superfície:
- Combustibles fòssils: L'NO es forma a altres temperatures per processos químics que tenen lloc durant la combustió de combustibles fòssils.

N₂ + O₂ → 2 NO
2 NO + O₂ → 2 NO₂
Moltes zones urbanes dels països desenvolupats pateixen contaminació atmosfèrica per òxids nitrosos. A la Regió Metropolitana de Barcelona, el gruix de la contaminació atmosfèrica per òxids de nitrogen procedeix dels tubs d'escapament de vehicles motoritzats (sobre tot dels dièsel i de motors de mescla pobre). També se'n generen per la combustió industrial o domèstica de carbó, petroli o gas natural i en processos industrials com la soldadura per arc, galvanoplàstia, o el gravat de metalls. La detonació de dinamita també en genera.
La font de nitrogen en aquesta reacció de combustió pot ser nitrogen present en el propi combustible, com l'oxidació de nitrogen atmosfèric N₂ en presència d'O₂. Aquesta font és d'un caràcter totalment antropogènic i és molt més important a l'hemisferi nord, sobretot a les regions més industrialitzades.
- Combustió de biomassa: La combustió de biomassa en regions tropicals i subtropicals és també una font significativa d'òxids de nitrogen. La producció d'aquests òxids en regions tropicals representa un 87% del total produït per combustió de biomassa i és bàsicament la combustió d'espècies vegetals.

Aquesta font, conté una component antropogènica majoritària, però també una component natural que es dona pels incendis forestals.
- Emissió del sòl i els organismes: L'emissió neta d'òxids de nitrogen per part del sòl és deguda a diversos factors: el clima (mitjançant la pluja i l'evaporació), el cicle de vida de les plantes, l'activitat de certs microorganismes, la destrucció de boscos i la fertilització. Les tres variables més importants que tenen un efecte directe en aquestes emissions són la temperatura del sòl, la humitat i la vegetació. La component antropogènica d'aquesta font d'òxid de nitrogen, és un increment de les emissions degut a un major ús de fertilitzants en la producció agrícola.

- Oceans: aquesta font és força minoritària i només té importància en llocs molt allunyats dels continents. Es creu que una fotòlisi dels nitrits provoca una petita emissió de part de l'NO dissolt a l'aigua.

- Oxidació de l'amoníac: gran part de l'amoníac que s'emet a l'atmosfera és degut a activitats agrícoles i ramaderes. Aquest amoníac pot ser oxidat per radicals OH per donar un radical NH₂ que acaba reaccionant amb ozó per donar NOx. Això no obstant, també pot reaccionar amb NOx per formar N₂ o N₂O.

Fonts a la troposfera lliure:
- Llamps: L'impacte d'aquesta font en la producció d'òxids de nitrogen és encara lleugerament desconeguda, però es creu que representa un percentatge no gens menyspreable de la producció total d'aquests òxids a la troposfera lliure. En els llamps, tenen lloc reaccions de recombinació a temperatures superiors a 20.000 K i en un estat de plasma que s'expandeix i es refreda a velocitats supersòniques.

- Emissions d'aparells d'aviació: Aquesta és la font majoritària a la part més alta de la troposfera, i és anàloga a l'emissió d'òxids de nitrogen pels motors dels automòbils.

- Intercanvi troposfera-estratosfera: La principal font de producció d'òxids de nitrogen a la troposfera és l'oxidació de l'N₂O per part d'àtoms d'oxigen atòmic molt inestables. La majoria de la massa que és transportada a la troposfera, això no obstant, prové de la part baixa de l'estratosfera. De fet, els fluxos d'entrada de NxOy a la troposfera són baixos, però es tenen en compte, ja que són comparables a la producció per altres fonts a la troposfera lliure. Localment, poden representar un percentatge important dels NxOy que hi ha a la part més alta de la troposfera, però l'efecte és menyspreable si es considera aquesta capa de l'atmosfera globalment, ja que les fonts a la superfície representen cabals d'entrada molt majors.

## Rols dels òxids de nitrogen al medi ambient[2]
Els efectes principals d'aquests òxids en el medi ambient són: 
- Formació de pluja àcida

Els òxids de nitrogen presents a la troposfera reaccionen amb l'aigua que forma part dels núvols, per donar lloc a àcid nítric, que queda dissolt en petites gotes d'aigua, que posteriorment creixen per condensació i precipiten, originant la pluja àcida:
3NO₂ + H₂O → 2 HNO₃ +NO
- Contribució a la destrucció de la capa d'ozó:

De forma natural, els NOx contribueixen a regular la quantitat d'ozó que es troba a la capa d'ozó, formant part dels anomenats cicles catalítics, mitjançant les següents reaccions:
NO + O₃ → NO₂ + O₂
NO₂ + O → NO + O₂
L'agricultura intensiva ha provocat, en les últimes dècades, un augment significatiu de l'ús de fertilitzants que contenen nitrats. El nitrogen d'aquests fertilitzants és metabolitzat per les plantes i altres organismes per donar òxids de nitrogen.
D'aquests, l'NO i l'NO₂ no són capaços d'arribar en quantitats significatives a l'estratosfera, ja que desapareixen de la troposfera en un temps mitjà d'aproximadament 4 dies (temps de semivida). Ara bé, l'N₂O, que també s'emet degut a l'ús de fertilitzants, pot romandre estable i sense reaccionar fins a 120 anys, de manera que és capaç d'arribar a la capa d'ozó. Un cop allà, pot reaccionar amb oxigen atòmic per donar NO:
N₂O + O → 2 NO
Aquest fet provoca que la quantitat d'NO a l'estratosfera sigui superior a la necessària per mantenir la quantitat d'ozó constant, i els cicles catalítics destrueixin més ozó del que es pot formar. Els òxids de nitrogen, però, també intervenen en altres processos que tenen papers diversos en la regulació dels nivells d'ozó estratosfèrics:
- Destrucció d'espècies catalítiques: els òxids de nitrogen es poden destruir reaccionant amb altres espècies molt reactives per donar compostos de nitrogen que no participen als cicles catalítics.

NO + OH + M → HNO₂ + M
- Cicles nuls: conjunt de reaccions dels òxids de nitrogen amb l'ozó, en què l'ozó és destrueix i es torna a generar. Tot i no suposar una formació o destrucció neta d'ozó, aquests cicles nuls són importants ja que retenen una part dels òxids de nitrogen en cicles de reaccions que no destrueixen ozó. Netament, el que provoquen és que s'enlenteixi la destrucció d'ozó ja que capturen els catalitzadors.

- Cicles d'espera: conjunt de reaccions en què es formen espècies químiques que no reaccionen amb l'ozó. Provoquen que part dels òxids de nitrogen que hi ha a l'estratosfera no estiguin en forma activa. No obstant, són reaccions d'equilibri, i a mesura que es degraden els òxids de nitrogen, en poden tornar a generar. De fet, es creu que un 50% dels òxids de nitrogen a la troposfera estan emmagatzemats en forma d'àcid nítric. Algunes d'aquestes reaccions són:

NO₃ + NO₂ + M ↔ N₂O₅ + M
NO₂ + OH + M ↔ HNO₃ + M
- Contribució al fenomen de l'smog o boirum i formació d'altres contaminants atmosfèrics

Els òxids de nitrogen (NOx), una vegada alliberats a l'aire per les combustions dels vehicles, poden formar, a través de reaccions fotoquímiques, contaminants secundaris com l'ozó, els radicals hidroxil (OH·) o el PAN (nitrat de peroxiacetil), que són molècules força irritants pel seu caràcter oxidant. Alguns exemples d'aquests cicles de reaccions:
NO₂ + llum (λ < 400 nm) → NO + O
O + O₂ + M → O₃ + M
NO₂ + H₂O + llum (λ < 315 nm)→ NO + 2OH⋅
Altes concentracions d'aquests contaminants, juntament amb el diòxid de nitrogen poden donar lloc a una boira espessa anomenada smog o boirum fotoquímic o tipus Los Angeles, típica de les zones amb gran concentració de vehicles a motor. De fet, el color ataronjat que s'observa en episodis de smog fotoquímic és degut al color del diòxid de nitrogen.

En una escala local, el paper dels NOx a l'hora de generar concentracions d'ozó perjudicials per a la salut humana és un factor a tenir en compte en l'anàlisi de la qualitat de l'aire en àrees urbanes. A diferència de l'ozó estratosfèric, que protegeix la vida a la Terra absorbint radiació UV d'alta energia, l'ozó troposfèric és fruit de la contaminació, i causa dany i irritació a plantes i animals a causa del seu poder oxidant.
- Contribució a l'escalfament global: en una escala global, un augment dels NOx no només equival a augmentar la capacitat oxidant de l'atmosfera, ja que l'ozó és fortament oxidant, sinó també a l'escalfament global, ja que l'ozó és un gas amb efecte d'hivernacle. A més a més, l'N₂O també és un important gas amb efecte d'hivernacle.

## Efectes en la salut
Una exposició a curt termini a l'NO₂ pot provocar efectes com irritació del sistema respiratori i ocular. A llarg termini, els principals efectes poden ser un desenvolupament pulmonar més lent als nens i l'aparició de malalties
respiratòries cròniques i cerebrovasculars. Encara que tota la població estigui exposada als contaminants atmosfèrics, no afecten pas a tothom de la mateixa manera. Els nens, la gent gran i les persones amb problemes de salut com asma i malalties del cor o pulmó poden ser més sensibles als seus efectes adversos.

## Regulació
El Reial Decret 102/2011 relatiu a la millora de la qualitat de l'aire, i la directiva europea 50/2008/CE estableixen els valors límit de protecció de la salut per al diòxid de nitrogen, vigents des de gener de 2010.
| Període de mitjana | Valor límit                                                       |
| ------------------ | ----------------------------------------------------------------- |
| 1 hora             | 200 µg/m³ de NO₂, que no es podrà superar més de 18 hores a l'any |
| 1 any              | 40 µg/m³·hora de NO₂                                              |

A més a més dels valors límit horari i anual, també s'estableix un límit d'alerta per aquest contaminant de 400 µg/m³ en cas que se superi durant tres hores consecutives en diversos punts representatius de la qualitat de l'aire d'una ciutat.
L'any 2006, la constatació de la superació dels valors límits establerts en les directives europees i en el Reial decret 1073/2002 per a aquest contaminant va fer que la Generalitat declarés zona de protecció especial una sèrie de municipis de l'Àrea Metropolitana, entre ells Barcelona (decret 226/2006). Aquesta declaració va comportar la redacció d'un pla d'actuació per a la millora de la qualitat de l'aire, aprovat a través del decret 152/2007.